# Гута (Журомінський повіт)
Гута (пол. Huta) — село в Польщі, у гміні Любовідз Журомінського повіту Мазовецького воєводства.
Населення — 77 осіб (2011).
У 1975-1998 роках село належало до Цехановського воєводства.

## Демографія
Демографічна структура станом на 31 березня 2011 року:
|          | Загалом | Допрацездатний вік | Працездатний вік | Постпрацездатний вік |
| -------- | ------- | ------------------ | ---------------- | -------------------- |
| Чоловіки | 41      | 6                  | 31               | 4                    |
| Жінки    | 36      | 6                  | 20               | 10                   |
| Разом    | 77      | 12                 | 51               | 14                   |